# Жил Вандорен
Жил Вандорен (фр. Jules Vandooren; Армантјер, 30. децембар 1908 — Кале, 7. јануар 1985) био је француски фудбалер који је играо на позицији бека.
Играо је за Олимпик Лилоа, Црвену звезду из Париза и Ремс, а био је у саставу Француске на светским првенствима 1934. и 1938. године. Потом је имао дугу тренерску каријеру у Француској и Белгији.